# Stenhomalus werneri
Stenhomalus werneri là một loài bọ cánh cứng trong họ Cerambycidae.